# Sue Foley
Pour les articles homonymes, voir Foley.
Sue Foley, née le 29 mars 1968 à Ottawa (Ontario), est une guitariste et chanteuse de blues canadienne.

## Biographie
Enfant, Sue Foley chante avec son père, amateur de musique celtique. Elle reçoit sa première guitare à 13 ans. À 15 ans, elle se perfectionne avec Tony D (en). Elle s'essaie ensuite au punk rock avant de se tourner vers le blues après avoir entendu Angela Strehli. En 1991, Clifford Antone l'entend et lui propose d'enregistrer. Elle déménage aussitôt pour Austin où elle reste près de sept ans et enregistre quatre albums sous le label Antone's Records. Elle se produit alors régulièrement et assure les premières parties d'artistes tels que Buddy Guy, Tom Petty, George Thorogood, Joe Cocker ou Koko Taylor. En 1997, elle devient mère et retourne au Canada.
En 2000, Sue Foley a reçu le Prix Juno du meilleur album de blues pour Love Comin' Down.
En 2001, elle a entrepris de recenser et d'interviewer des femmes guitaristes en vue d'éditer un livre sur leur histoire. Le projet, nommé « Guitar Woman », peut être suivi sur le site qui lui est dédié.

## Discographie

### Albums personnels
- 1992 - Young Girl Blues
- 1994 - Without a Warning
- 1995 - Big City Blues
- 1996 - Walk in the Sun
- 1998 - Ten Days in November
- 2000 - Love Comin' Down
- 2000 - Back to the Blues
- 2002 - Where the Action Is
- 2004 - Change
- 2006 - New Used Car
- 2007 - Time Bomb
- 2010 - He Said She Said (avec Peter Karp)
- 2024 - One Guitar Woman: A Tribute to The Female Pioneers of Guitar

### Contributions à d'autres albums
- 2002 : The Blues: From Yesterday's Masters to Today's Cutting Edge (Schanachie, American Roots Songbook), titre Every Road I Take
- 2005 : Blues Guitar Women[2]
- 2006 : Saturday Night Blues: 20 Years (CBC/Universal Music Group)[3]

## Filmographie
- 2010 - Sue Foley - Guitar Woman (Alfred's Artist Series Instructional DVD)